# Martina Okáľová
Martina Okáľová (* 5. Juni 1997) ist eine slowakische Tennisspielerin.

## Karriere
Martina Okáľová begann im Alter von zwölf Jahren mit dem Tennis und gab ihr Debüt auf dem ITF Women’s Circuit im Jahr 2014 bei den Thermenregion Bad Waltersdorf Open, wo sie in der ersten Runde der Qualifikation gegen die Tschechin Barbora Miklová verlor. Wenige Wochen später konnte sie gleich bei ihrem zweiten Turnier dem J&T Sparta Cup in Prag nach zwei Siegen in der Qualifikation erstmals das Hauptfeld erreichen. Im Hauptfeld schied sie in der ersten Runde knapp in drei Sätzen aus. Bis 2016 nahm sie regelmäßig an weiteren ITF-Turnieren teil und legte danach aufgrund ihres Studiums an der University of Tulsa bis zur Saison 2022 eine Pause vom internationalen Tennis ein. In der Saison 2019 stand sie aber beim SC Frankfurt 1880 unter Vertrag und spielte für den Verein in der 2. Bundesliga Süd.
In der Saison 2022 kehrte Martina Okáľová auf die ITF Women’s World Tennis Tour zurück und konnte direkt Erfolge feiern. Beim W15-Turnier in Lakewood erreichte erstmals ein Halbfinale bei einem ITF-Turnier und schied dort gegen die Südkoreanerin Kim Da-bin aus. Bei dem W15-Turnier in Champaign startete sie gemeinsam mit der Polin Ania Hertel im Doppel und erreichte dort das Halbfinale, wo man sich einen US-amerikanischen Duo geschlagen geben musste. Zum Saisonabschluss nahm Martina Okáľová am W15 Waco teil und erreichte dort das Finale. Mit einem Sieg über die US-Amerikanerin Victoria Hu gewann sie ihr erstes Turnier auf der ITF Women’s World Tennis Tour.

## Turniersiege

### Einzel
| Nr. | Datum             | Turnier | Kategorie | Belag     | Finalgegnerinnen | Ergebnis |
| --- | ----------------- | ------- | --------- | --------- | ---------------- | -------- |
| 1.  | 20. November 2022 | Waco    | ITF W15   | Hartplatz | Victoria Hu      | 6:3, 6:2 |